# Beatrice Fairfax Episode 12: Curiosity
Beatrice Fairfax Episode 12: Curiosity è un episodio di Beatrice Fairfax, serial del 1916 diretto da Leopold Wharton e Theodore Wharton.

## Produzione
Girato a Ithaca nello stato di New York dove si trovavano gli Studi della Wharton, fu prodotto dai fratelli Wharton con la loro compagnia di produzione e la International Film Service.

## Distribuzione
Copia del film è conservata nella collezione Marion Davies alla Library of Congress. 

### Date di uscita
IMDb e Silent Era DVD
- USA	23 ottobre 1916	 (episodio 12)

### Episodi del serial
1. Beatrice Fairfax Episode 1: The Missing Watchman
2. Beatrice Fairfax Episode 2: Adventures of the Jealous Wife
3. Beatrice Fairfax Episode 3: Billie's Romance
4. Beatrice Fairfax Episode 4: The Stone God
5. Beatrice Fairfax Episode 5: Mimosa San
6. Beatrice Fairfax Episode 6: The Forbidden Room
7. Beatrice Fairfax Episode 7: A Name for a Baby
8. Beatrice Fairfax Episode 8: At the Ainsley Ball
9. Beatrice Fairfax Episode 9: Outside the Law
10. Beatrice Fairfax Episode 10: Playball
11. Beatrice Fairfax Episode 11: The Wages of Sin
12. Beatrice Fairfax Episode 12: Curiosity
13. Beatrice Fairfax Episode 13: The Ringer
14. Beatrice Fairfax Episode 14: The Hidden Menace
15. Beatrice Fairfax Episode 15: Wristwatches